# Calcatodrillia chamaeleon
Calcatodrillia chamaeleon is een slakkensoort uit de familie van de Pseudomelatomidae. De wetenschappelijke naam van de soort is voor het eerst geldig gepubliceerd in 1988 door Kilburn.